# ورزاب
ورزاب (به تاجیکی: Варзоб) جماعت و شهرکی تفریحی و استراحت‌گاهی در کشور تاجیکستان است که در ناحیه‌های تابع جمهوری قرار دارد و تا شهر دوشنبه ۸ کیلومتر فاصله دارد.

## موقعیت جغرافیایی
روستای ورزاب در ساحل شرقی رودخانهٔ ورزاب و حدود ۲۵ کیلومتری شمال شهر دوشنبه واقع شده‌است. روستای بگار در فاصله ۲٫۵ کیلومتری شمال ورزاب و ۰٫۷۵ کیلومتری روستای وارزوبکالا قرار گرفته‌است. در این منطقه ۷ رودخانه جریان دارند.